# Biennale Sztuki Mediów Wro
Międzynarodowe Biennale Sztuki Mediów WRO (Biennale WRO) – odbywający się we Wrocławiu co dwa lata (lata nieparzyste) najstarszy i jeden z najbardziej opiniotwórczych przeglądów szeroko pojętej sztuki nowych mediów w Polsce i Europie Centralnej, skoncentrowany na zagadnieniach sztuki współczesnej w kontekście kultury i komunikacji. Organizatorem Biennale WRO jest Fundacja WRO Centrum Sztuki Mediów / Centrum Sztuki WRO.

## Historia
Historia festiwalu związana jest z założoną w 1988 roku przez Piotra Krajewskiego, Violettę Kutlubasis-Krajewską i Zbigniewa Kupisza niezależną formacją Open Studio/WRO, która wraz z poszerzaniem działalności upowszechnieniowej i kuratorskiej przekształciła się w 1998 roku w Fundację WRO Centrum Sztuki Mediów.
Dyrektorem artystycznym Biennale WRO jest Piotr Krajewski, dyrektor programową Violetta Kutlubasis-Krajewska. Funkcję głównego producenta kolejnych edycji pełni Zbigniew Kupisz.
Początkowo festiwal odbywał się jako Międzynarodowy Festiwal Wizualnych Realizacji Okołomuzycznych (WRO), którego pierwsza edycja miała miejsce się w 1989 roku, prezentując realizacje audiowizualne w sztuce wideo, sztuce komputerowej, instalacjach i performance. W 1993 roku festiwal przekształcił się w biennale, a jego nazwa została uzupełniona o podtytuł Biennale Sztuki Nowych Mediów. Od 1995 roku regularnie odbywa się jako Międzynarodowe Biennale Sztuki Mediów WRO, a obszar zainteresowań organizatorów został wzbogacony o nowe strategie cyfrowej komunikacji artystycznej.

## Zakres i tematyka
Biennale WRO konsekwentnie przedstawia rozwój i procesy zmian w aktualnej sztuce, powstającej z wykorzystaniem i w odniesieniu do mediów elektronicznych i nowych narzędzi komunikacji.
Przegląd projektów zgłoszonych w ramach otwartego naboru jest swoistym résumé aktualnych praktyk artystycznych w dziedzinie sztuki mediów, stawiając pytanie o rolę artysty wobec przenikania się kultury wysokiej i kultury popularnej, światowej i lokalnej, komercyjnej i niezależnej. Akcentuje rolę indywidualnych postaw artystycznych w obliczu globalnych tendencji.
Wydarzenia Biennale dominują życie kulturalne Wrocławia odbywając się każdorazowo w kilkunastu głównych lokalizacjach, jak m.in. Centrum Sztuki WRO, Muzeum Narodowe we Wrocławiu, Narodowe Forum Muzyki czy Instytut Grotowskiego oraz inne ciekawe, adaptowane do prezentacji sztuki obiekty na terenie miasta, jak np. Pasaż Pokoyhof, Pałac Ballestremów czy Biblioteka Uniwersytecka.

## Edycje i laureaci
| Edycja | Nazwa | Laureat |
| ------ | --- | --- |
| 1.     | Międzynarodowy Festiwal Wizualnych Realizacji Okołomuzycznych WRO 89 4–10 grudnia 1989                                         | I nagroda (ex aequo) Menagerie, Cecile Babiole (FR, 1986) Dokąd prowadzi ta droga, Jan Brzuszek (PL, 1989) II nagroda (ex aequo) Raj 69, Mirosław Koch (PL) O, Rafał Bogusławski(PL) III nagroda Drehmoment, Hanno Baethe (RFN) |
| 2.     | Międzynarodowy Festiwal Wizualnych Realizacji Okołomuzycznych WRO 90 3–9 grudnia 1990                                          | I nagroda De la mano, Stefaan Decostere (BE, 1989) II nagroda The Theorist, Mans Wrange (SE, 1989) III nagroda Stehen ist nichtumfallen, Marcel Odenbach (RFN, 1989) |
| 3.     | Międzynarodowy Festiwal Wizualnych Realizacji Okołomuzycznych WRO 91 4–8 grudnia 1991                                          | I nagroda Bright box, Volker Schreiner (DE, 1990) |
| 4.     | Międzynarodowy Festiwal Wizualnych Realizacji Okołomuzycznych WRO 93 / Biennale Sztuki Nowych Mediów 5–8 maja 1993             | I nagroda Tractatus, Peter Forgacs i Tibor Szemzö (Węgry, 1992) II nagroda (ex aequo) Open up, Volker Schreiner (DE, 1991) Barricades, Istvan Kantor (CA, 1992) III nagroda Ex memoriam, Beriou (FR, 1992) |
| 5.     | Międzynarodowy Festiwal Wizualnych Realizacji Okołomuzycznych WRO 95 / Biennale Sztuki Nowych Mediów 3–7 maja 1995             | I nagroda – ex aequo Videovoid the trailer, David Larcher (UK, 1995) Beta Nassau, Piotr Wyrzykowski (PL, 1993) |
| 6.     | Międzynarodowy Festiwal Wizualnych Realizacji Okołomuzycznych WRO 97 / Biennale Sztuki Mediów 30 kwietnia – 4 maja 1997        | I nagroda Text Videovoid, David Larcher (UK, 1996) II nagroda (ex aequo) Scale, Irit Batsry (IL/USA, 1995) Amen, Nineveh, Istvan Kantor aka Monty Cantsin (CA, 1997) Watch me, Piotr Wyrzykowski (PL, 1996) |
| 7.     | Międzynarodowe Biennale Sztuki Mediów WRO 99 – Siła Taśmy 28 kwietnia – 2 maja 1999                                            | I nagroda I live you, Yonatan Vinitski (IL, 1998) II nagroda Potopia, Andrzej K. Urbański (PL, 1998/99) III nagroda (ex aequo) Couple, Hanspeter Ammann (CH, 1998) Stand by your man, Stefan St-Laurent (CA, 1998) |
| 8.     | WRO2000@kultura Konferencja Mediacja/Medializacja 20 listopada – 10 grudnia 2000                                               | Edycji specjalnej w 2000 r. nie towarzyszył konkurs |
| 9.     | Międzynarodowe Biennale Sztuki Mediów WRO 01 – Ekrany 1–6 maja 2001                                                            | I nagroda (ex aequo) Heroes, Oliver Pietsch (DE, 2000) Dragon, Anita Sarosi (HU, 1999) II nagroda Gemini, Andreas Gedin (SE, 2000) III nagroda Rewind, [n:ja] (AT, 2000) |
| 10.    | Międzynarodowe Biennale Sztuki Mediów WRO 03 – Globalica 30 kwietnia – 4 maja 2003                                             | I nagroda (ex aequo) To Box, Jan Poppenhagen (DE, 2003) I am a Boyband, Benny Nemerofsky Ramsay (CA, 2002) |
| 11.    | Międzynarodowe Biennale Sztuki Mediów WRO 05 11–15 maja 2005                                                                   | I nagroda Cultural quarter, Mike Stubbs (UK, 2003) II nagroda ResonanCITY, Sara Kolster i Derek Holzer (NL, 2004) III nagroda (ex aequo) Chamanic Interferences, Brian Mackern (UY, 2004) Counter, Volker Schreiner (DE, 2004) |
| 12.    | Międzynarodowe Biennale Sztuki Mediów WRO 07 16–20 maja 2007                                                                   | I nagroda Negai wo hiku, Aki Nakazawa (JP, 2006) II nagroda 28 Years in the Implicate Order (USA, 2005) III nagroda (ex aequo) incite/, Kera Nagel & Andre Aspelmeier (DE, 2004-2006) |
| 13.    | Międzynarodowe Biennale Sztuki Mediów WRO 09 – Expanded City Edycja jubileuszowa w 20-lecie istnienia festiwalu 5–10 maja 2009 | I nagroda Hopeless Land, Wei Liu (CN, 2008) wyróżnienia Sine (digital/analog converter), Juliana Borinski (BR/DE), Pierre-Laurent Cassière (FR, 2008) Plot Point, Nicolas Provost (BE, 2007) (The Never Ending) Operetta, Istvan Kantor (CA, 2008) |
| 14.    | Biennale Sztuki Mediów WRO 2011 – Alternative Now Wydarzenia otwarcia 10–15 maja 2011 Wystawy do września 2011                 | I nagroda – ex aequo Mirrorbox, Megan Daalder (USA) Tele-present-water, David Bowen (USA) Dualicities and Beyond, incite/ – Kera Nagel + André Aspelmeier (DE) Nagroda Krytyków i Wydawców Prasy Artystycznej Morfologia matematyczna w teledetekcji, Igor Krenz (PL) Nagroda Publiczności Cycles, Daniel Bisig, Tatsuo Unemi (CH/JP)                                                   |
| 15.    | Biennale Sztuki Mediów WRO 2013 – Pioneering Values Wydarzenia otwarcia 8–12 maja 2013 Wystawy do września 2013                | Nagroda główna – ex aequo Touchy, Eric Siu (HK) The Pixelated Revolution, Rabih Mroué (LB) Nagroda Krytyków i Wydawców Prasy Artystycznej Crystal City, Wu Chi-tsung (TW) Wyróżnienie specjalne Festin, Wojtek Doroszuk (PL) |
| 16.    | Biennale Sztuki Mediów WRO 2015 – Test Exposure Wydarzenia otwarcia 13–17 maja 2015 Wystawy do końca 2015 roku                 | Nagroda główna – ex aequo Big Dipper, Michael Candy (AU) Kochanka, Agata Kus (PL) Nagroda Krytyków i Wydawców Prasy Artystycznej Symbiotyczność tworzenia Jarosław Czarnecki aka Elvin Flamingo (PL) |
| 17.    | Biennale Sztuki Mediów WRO 2017 – Draft Systems Wydarzenia otwarcia 17–21 maja 2017 Wystawy do końca 2017 roku                 | Nagroda główna My – Wspólny organizm Elvin Flamingo (PL) + Infer – Radosław Deruba (PL) + Patryk Chyliński (PL) Nagroda Krytyków i Wydawców Prasy Artystycznej Cyjanometr. Pomnik niebieskości nieba Martin Bricelj Baraga (SI) Wyróżnienia specjalne Instytut dla żywych rzeczy, Diana Lelonek (PL) brouillard #19, Alexandre Larose (CA) Border Mover, Nika Oblak & Primož Novak (SI) |

## Edycje specjalne
Między poszczególnymi edycjami WRO odbywały się związane z festiwalem wydarzenia specjalne, m.in. zorganizowany w 1994 i 1996 roku Monitor Polski (krajowa wersja Biennale) czy przegląd Ekspresja mediów w roku 1998. Podczas specjalnej edycji milenijnej w 2000 roku odbyła się wystawa i międzynarodowa konferencja, w której udział wzięli m.in. Derrick de Kerckhove, Siegfried Zielinski, Machiko Kusahara, Erkki Huhtamo, Andreas Broeckmann, Monika Fleischmann, Roy Ascott, Nina Czegledy, Marek Hołyński, Herbert W. Franke, Yoshiyuki Abe, Gerfired Stocker, Jill Scott i Perry Hoberman.

## Wydarzenia pozakonkursowe – projekty kuratorskie
Części pozakonkursowe Biennale WRO – wystawy tematyczne, pokazy tematyczne i retrospektywne, performansy, koncerty, konferencje i sympozja – programowane przy współpracy z czołowymi centrami sztuki współczesnej z Europy i świata. Dopełniają one obraz aktualnej sztuki tworzonej w kontekście technologii, akcentując te zagadnienia i zjawiska, które przekształcają paradygmat kultury współczesnej.

## WRO On Tour
Koncepcja projektu WRO On Tour jako naturalnego przedłużenia Biennale WRO towarzyszyła festiwalowi od samego początku. Podczas specjalnie opracowanego programu WRO On Tour, w ramach pokazów, wykładów i projekcji, prezentowane są nagrodzone i najciekawsze z prac konkursowych kolejnych edycji WRO. Pokazy odbywają się w instytucjach sztuki oraz placówkach edukacyjnych na całym świecie.